# Orlando Maini
Orlando Maini (Bolonya, 17 de desembre de 1958) va ser un ciclista italià reconvertit a director esportiu. Del seu palmarès destaquen les dues victòries d'etapa a la Volta a Espanya i al Giro d'Itàlia.

## Palmarès
- 1984
  - Vencedor d'una etapa a la Volta a Espanya
- 1985
  - Vencedor d'una etapa a la Giro d'Itàlia

### Resultats al Giro d'Itàlia
- 1979. 89è de la classificació general
- 1982. 35è de la classificació general
- 1983. 108è de la classificació general
- 1984. 63è de la classificació general
- 1985. 74è de la classificació general. Vencedor d'una etapa
- 1986. 110è de la classificació general
- 1987. 86è de la classificació general
- 1988. Abandona (19a etapa)

### Resultats al Volta a Espanya
- 1980. Abandona
- 1983. Abandona
- 1984. Abandona. Vencedor d'una etapa